# Prampram

Prampram är en ort i sydöstra Ghana. Den är huvudort för distriktet Ningo-Prampram, som tillhör regionen Storaccra, och folkmängden uppgick till 14 897 invånare vid folkräkningen 2010. David Addy, en landslagsspelare i fotboll, kommer från Prampram.